# ان‌جی‌سی ۴۸۹
ان‌جی‌سی ۴۸۹ (انگلیسی: NGC 489) یک کهکشان مارپیچی لبه‌ای است که در فاصله ۹۷ میلیون سال نوری از زمین و در صورت فلکی ماهی قرار دارد.. کهکشان NGC 489 توسط ستاره شناس آلمانی، هاینریش لویی داره، در ۲۲ دسامبر ۱۸۶۲ کشف شد.